# Dio Padre in gloria tra le sante Maria Maddalena e Caterina da Siena
Dio Padre in gloria tra le sante Maria Maddalena e Caterina da Siena è un dipinto a olio su tela trasferita su tavola (361x236 cm) di Fra Bartolomeo, databile al 1509 e conservato nel Museo nazionale di Villa Guinigi di Lucca.

## Storia
All'inizio del 1508 Fra Bartolomeo si recò a Venezia, per dedicarsi alla pittura di una pala d'altare per i domenicani di San Pietro Martire a Murano. Con l'occasione il pittore aggiornò il proprio stile sulle novità veneziane di Giovanni Bellini e Giorgione, venendo anche in contatto con lo straordinario emporio dei colori veneziano, che lasciò segni indelebili nella sua tavolozza.
Problemi con i pagamenti fecero sì che l'artista se ne partisse da Venezia portandosi dietro la tavola, che finì ai Domenicani di Lucca, venendo musealizzata dopo le soppressioni.

## Descrizione e stile
Il dipinto, di austera e composta eloquenza, ha una forma centinata, divisibile in due metà: quella superiore con l'apparizione di Dio in gloria tra angioletti, e quella inferiore con le due sante inginocchiate, Maria Maddalena a sinistra, riconoscibile per l'ampolla, e Caterina da Siena a destra, con il vestito da monaca e il giglio posato in terra, sullo sfondo di un portico aperto su un paesaggio dall'orizzonte bassissimo.
Vi si notano molteplici influenze: innanzitutto lo schema compositivo ripreso da Perugino, aggiornato però a una maggiore libertà, nonché a
una concezione severa ed essenziale dell'immagine sacra; il bilanciamento equilibrato delle figure, derivato da Raffaello, con la posa a contrapposto delle due sante, una girata verso lo spettatore, l'altra a profil perdu; inoltre la monumentalità delle figure rimanda a Michelangelo, accentuata dalla bassa linea d'orizzonte che rende le figure ancora più imponenti, lo sfumato leonardesco e la ricchezza del colore alla veneziana. Ai fiamminghi rimanda inoltre il dettaglio del giglio che sembra sporgere oltre il confine della pala, verso lo spettatore.
Tutti questi stimoli sono riutilizzati dall'artista per creare qualcosa di nuovo, in cui prevale un senso di semplice grandiosità, senza orpelli, con grandi campiture di colore. Dio, che regge in mano il libro con l'alfa e l'omega, è un'apparizione perentoria e sovrannaturale, come sottolineano i contrasti cromatici tra lo sfolgorio del cielo e la profondità delle ombre sotto il suo manto. Gli angioletti, così vivaci e naturalistici, si discostano con forza dalla recente, ma già invecchiata, tradizione di Perugino, disponendosi su scorci arditi e innovativi.